# István Jacsó
Dans le nom hongrois Jacsó István, le nom de famille précède le prénom, mais cet article utilise l’ordre habituel en français István Jacsó, où le prénom précède le nom.
Dr. István Jacsó (né le 17 décembre 1913 à Debrecen en Hongrie, mort le 6 décembre 1985 à Budapest) était un juriste, entraîneur et dirigeant sportif hongrois, honoré en Hongrie pour avoir été le seul membre du Comité olympique hongrois à s'être opposé en 1984 au boycott des Jeux Olympiques de Los Angeles.

## Carrière juridique et sportive
István Jacsó met déjà en danger sa vie professionnelle en 1944, au moment de l'occupation allemande de la Hongrie, lorsqu'il assiste les victimes des persécutions, aidant à sauver des Juifs. Il travaille aussi comme avocat de la défense en 1956, dans le contexte des procès faisant suite à l'écrasement de la révolution hongroise.
En 1977, il est décoré par l'Ordre hongrois des avocats (Magyar Ügyvédi Kamara) de la médaille « Pour excellence du travail d'avocat » (Kiváló Ügyvédi Munkáért).
Il a également une carrière d'entraîneur sportif, et est pendant plusieurs décennies président de la Commission de discipline de la Fédération hongroise de handball. Il est non seulement membre de la direction de la fédération de handball, mais aussi membre du Comité olympique hongrois, où il représente le handball.

## Opposition au boycott des Jeux Olympiques de Los Angeles
En 1984, le secrétaire général du Parti communiste de l'Union soviétique, Konstantin Tchernenko, décide le boycott des Jeux Olympiques de Los Angeles, signant l'échec de la diplomatie sportive de Juan Antonio Samaranch, président du Comité international olympique, qui disposait pourtant de bonnes relations à Moscou où il avait été ambassadeur quelques années auparavant. C'est ainsi qu'en avril, István Buda (hu), président de l'Office national de l'éducation physique et du sport (Országos Testnevelési és Sport Hivatal, OTSH) et du Comité olympique hongrois, est convoqué deux fois au Kremlin, où il a beau exprimer le souhait des Hongrois de participer, on veut le persuader que la sécurité des sportifs est en danger. Le 16 avril, le Comité olympique hongrois « condamne toute tentative dirigée contre les sportifs de l'URSS et d'autres pays socialistes », et le 8 mai, le Parti communiste de l'Union soviétique fait savoir aux dirigeants socialistes que les sportifs soviétiques ne participeront pas aux Jeux Olympiques en raison de risques pour leur sécurité, du fait de « la campagne d'incitation à la haine contre l'URSS et les pays socialistes pour laquelle certains milieux extrémistes utilisent même les sites des compétitions ». En réalité, il s'agit de répliquer au boycott américain des Jeux Olympiques de Moscou de 1980 qui faisait suite à l'invasion soviétique de l'Afghanistan.
Le 14 mai, le bureau politique du Parti socialiste ouvrier hongrois exprime une recommandation au Comité olympique hongrois de déclarer la non-participation aux Jeux Olympiques « compte tenu des circonstances », et demande à ce Comité et à l'OTSH, tous deux présidés par István Buda, de « s'assurer de l'exécution des tâches découlant de leur prise de position ». László Békesi (en), membre du Comité olympique hongrois et futur ministre de l'Économie à deux reprises, avant et après la chute du communisme, parvient à joindre le premier secrétaire du Parti, János Kádár, qui lui résume en privé ses raisons de ne pas s'opposer à la décision soviétique de boycott : la Hongrie n'avait pas rempli une seule année ses obligations matérielles au sein du Pacte de Varsovie, elle recevait d'URSS l'énergie à moitié prix, elle était entrée au FMI et à la BIRD (future Banque mondiale) sans l'accord de l'URSS, et enfin elle menait des tentatives d'économie de marché dont l'URSS prenait acte sans rien dire.
Le 16 mai, le Comité olympique hongrois vote donc sur la question du boycott « sur proposition du président de l'OTSH » ; la Hongrie est parmi les derniers pays concernés à en décider, alors que les logements avaient déjà été réservés et que les sportifs avaient déjà prévu leur voyage en détail.
István Jacsó est alors le seul à oser voter contre le boycott. Trois autres membres du Comité s'abstiennent, dont László Békesi, alors président de la Fédération hongroise d'athlétisme, et Pál Bogár, ancien capitaine de l'équipe de Hongrie de basket-ball qui avait gagné le Championnat d'Europe en 1955.

## Conséquences
István Jacsó met ainsi en danger sa carrière d'entraîneur sportif et même toute possibilité d'activité professionnelle, mais il s'en sort sans faire l'objet de mesures de rétorsion. En effet, la direction du Parti est même contente qu'il ait opposé une résistance : il y a ainsi la preuve qu'une chose pareille est possible, que c'est la démocratie. En 1985, il ne participe plus aux organes décisionnels, mais il continue son travail de juriste jusqu'à sa mort le 6 décembre.
La presse hongroise de l'époque ne mentionne que la décision de non-participation « compte tenu des circonstances », et se conforme à la recommandation du 14 mai du bureau politique du Parti qu'il y ait « un nombre réduit d'envoyés de presse et que les médias rendent compte des événements avec modération » : ainsi seuls Népszabadság et Magyar Nemzet ont des reporters à Los Angeles, et les deux nouvelles les plus fréquentes sont la critique de l'organisation des Jeux et celle de la sécurité aux États-Unis.
István Jacsó repose au Nouveau cimetière municipal de Budapest-Rákoskeresztúr, parcelle 32/1-5-25, où en 2009, à l'occasion du 25e anniversaire de l'ouverture des Jeux Olympiques de Los Angeles, plusieurs associations olympiques hongroises lui ont rendu hommage, ainsi que le président de la Fédération hongroise de handball.